# 剰余価値率
剰余価値率（じょうよかちりつ、英: rate of surplus-value, 独: Rate des Mehrwerts）は、マルクス経済学において、可変資本に対する剰余価値の割合を示す。搾取率とも言う。
可変資本をV 、剰余価値をM で示すと、剰余価値率m' は次の式で定義される。m=Ｍ/Ｖ
また、剰余価値/労働力の価値、または剰余労働/必要労働ともあらわされる。

## 解説
ポール・サミュエルソンは、次のように解説する。
マルクスは、マークアップ・剰余{\displaystyle s_{i}}は直接労働についてだけあるとし、それぞれの部門の剰余{\displaystyle s_{i}}は可変資本{\displaystyle v_{i}}に対し同じ比率のマークアップ（上乗せ）をする。この{\displaystyle s_{i}}対{\displaystyle v_{i}}の比率が剰余価値率{\displaystyle m}であり（ドイツ語：Mehrweltから）、すべての産業に共通するもので、次のようにあらわす。
{\displaystyle m=m_{1}=m_{2}=}…{\displaystyle =m_{i}=}
{\displaystyle s_{1}=mv_{1},s_{2}=mv_{2},}…{\displaystyle s_{i}=mv_{i},}…
▶︎剰余価値率:{\displaystyle S_{i}/V_{i},S_{2}/V_{2},m}
サミュエルソンは、競争はすべての産業に関し、{\displaystyle s_{i}/v_{i}}だけでなく、利潤率を均等化させるので、剰余価値率均等のかわりに、均等利潤率{\displaystyle \pi }を措定すべきであるという。
▶︎均等利潤率:{\displaystyle \pi =s_{1}/(c_{1}+v_{1})=s_{2}/(c_{2}+v_{2})}